# 大嶋一生
大嶋 一生（おおしま かずお、1965年（昭和40年）1月25日 - 2021年（令和3年）4月5日）は、日本の政治家。元栃木県日光市長（1期）、元日光市議会議員（1期）。

## 来歴
栃木県今市市（現・日光市）出身。今市市立今市第三小学校、今市市立今市中学校、栃木県立栃木高等学校、東北福祉大学卒業。
1989年（平成元年）、父親が経営する葵建設株式会社に就職。2002年（平成14年）、日本青年会議所栃木ブロック協議会会長に就任。
2006年（平成18年）、葵建設の代表取締役に就任。2010年（平成22年）4月、代表取締役を退任し、同月に行われた日光市議会議員選挙で初当選した。
2014年（平成26年）4月13日に行われた日光市長選挙に立候補。現職の斎藤文夫、元市議の平木チサ子を相手に戦うも落選。
※当日有権者数：73,148人 最終投票率：62.53%（前回比：pts）
| 候補者名   | 年齢 | 所属党派 | 新旧別 | 得票数   | 得票率 | 推薦・支持 |
| ---------- | ---- | -------- | ------ | -------- | ------ | ---------- |
| 斎藤文夫   | 70   | 無所属   | 現     | 19,052票 | 42.27% |            |
| 大嶋一生   | 49   | 無所属   | 新     | 15,969票 | 35.43% |            |
| 平木チサ子 | 61   | 無所属   | 新     | 10,049票 | 22.30% |            |

2018年（平成30年）4月15日に行われた日光市長選挙で元副市長の阿部哲夫（自民党推薦）ら3人の候補者を斥け初当選。次点の阿部との差はわずか15票であった。同年4月23日、市長就任。
※当日有権者数：71,338人 最終投票率：59.87%（前回比：-2.66pts）
| 候補者名 | 年齢 | 所属党派 | 新旧別 | 得票数   | 得票率 | 推薦・支持         |
| -------- | ---- | -------- | ------ | -------- | ------ | ------------------ |
| 大嶋一生 | 53   | 無所属   | 新     | 12,946票 | 30.79% |                    |
| 阿部哲夫 | 68   | 無所属   | 新     | 12,931票 | 30.75% | （推薦）自由民主党 |
| 長谷川敬 | 49   | 無所属   | 新     | 10,523票 | 25.03% |                    |
| 斎藤敏夫 | 67   | 無所属   | 新     | 5,647票  | 13.43% |                    |

2020年（令和2年）8月、体内のリンパ組織の異常で治療を受けていることを公表した。
2021年（令和3年）3月11日、体内リンパ組織の異常による体調不良で検査入院したが、その過程でがんが発見された。以降は入院加療を続けてきたが、同年4月5日12時13分、入院先で死去した。56歳没。